# Verdolaga
Verdolaga är en ort i Mexiko.   Den ligger i kommunen Tula och delstaten Tamaulipas, i den centrala delen av landet, 400 km norr om huvudstaden Mexico City. Verdolaga ligger 1 376 meter över havet och antalet invånare är 300.
Terrängen runt Verdolaga är huvudsakligen kuperad, men åt sydväst är den bergig. Runt Verdolaga är det glesbefolkat, med 10 invånare per kvadratkilometer. Närmaste större samhälle är La Tapona, 16,1 km väster om Verdolaga. Omgivningarna runt Verdolaga är i huvudsak ett öppet busklandskap.